# Миккола, Вяйнё
Вяйнё Вернер Миккола  (фин. Väinö Werner Mikkola; 3 марта 1890, Коувола, Выборгская губерния, Великое княжество Финляндское — 7 сентября 1920, Гларнские Альпы, Швейцария) — российский и финский военный лётчик, участник Первой мировой и Гражданской войны (в России и Финляндии), подпоручик по Адмиралтейству РИА, майор ВВС Финляндии, основатель и Первый Начальник авиации Финляндии.

## Биография
Родился 3 марта 1890 года в городке Коувола в Великом княжестве Финляндском в Российской Империи. После окончания средней школы в 1912 году продолжил образование в Саксонии в инженерно-техническом училище в городе Миттвайда. Получил специальность электротехника. После начала Первой мировой войны добровольно вступил в Русскую Императорскую армию, определён во флот «Охотником» 1-го разряда (добровольцем) переведён в авиацию. Отправлен на Офицерские теоретические курсы авиации при Петроградском политехническом институте. После успешного окончания курсов в звании младшего унтер-офицера обучался полётам сначала ОШМА (Офицерской Школе Морской Авиации) на Гуттуевском острове в Петрограде, затем в Баку. 19 марта 1916 года, выдержав соответствующие экзамены, произведён в прапорщики. Вернулся в Петроград, продолжил обучение лётному мастерству над Балтикой. На выпускных экзаменах получил 8,8 балла (по 10-ти бальной системе), став одним из лучших выпускников Школы. Направлен для прохождения службы в авиационно-разведывательное подразделение под Ригой. В декабре 1916 года возвращён в Баку, где назначен Инструкторам по полётам в БОМША.
С 23 февраля 1917 года Вяйнё Миккола — подпоручик по Адмиралтейству. Вновь отозван в авиацию Балтийского флота. Служит командиром отряда гидроавиации на «авиаматке» «Орлица» располагавшейся в бухте Гапсаль. С сентября 1917 года — начальник станции гидроавиации на полуострове Ханко. 6 декабря 1917 года после Октябрьского переворота Финляндия получила независимость и уже 23 января 1918 года началась гражданская война между красными и белыми.
В мае 1918 года Вяйнё Миккола начал службу в Финской армии, получил звание лейтенанта. Ему была поручена организация первой авиационной базы Финских вооруженных сил в Сортавале. 16 июля 1918 года Вяйно Миккола стал капитаном Финской армии и первым Начальником Финской авиации. Как самому опытному пилоту страны, самолёту Миккола был присвоен бортовой номер 1. На этом борту, осуществляя связь между британскими и финскими войсками, он совершил десятки полётов над акваториями Белого моря и Онежского озера. База на Сортавала играла очень важную роль по охране восточных границ, вплоть до заключения Тартуского договора. С 1919 года на Сортавальской базе ВВС началась подготовка финских пилотов. 16 мая 1919 года Миккола произведён в майоры.
3 сентября 1920 года майор Вяйнё Миккола получил задание перегнать из Италии два приобретённого там гидросамолёта «Савойя» S-9. Оба самолёта с экипажами в составе пилотов Миккола, Лейжером и наблюдателем Дюркманом разбились над Швейцарскими Альпами. Только в 1958 году на леднике Глимс были обнаружены тела финских лётчиков.
До сегодняшнего дня 7 сентября отмечается в Финляндии как Мемориальный день военно-воздушных сил страны.